# بوري (إميليا رومانيا)
بوري (بالإيطالية: Bore)‏ هي بلدية في مقاطعة بارما في إقليم إميليا رومانيا الإيطالي.

## السكان
في سنة 1861 بلغ عدد السكان 1٬681 نسمة، وتطور العدد ليصل في سنة 2011 لـ 799 نسمة.
يظهر هذا المخطط البياني تطور النمو السكاني لـ بوري (إميليا رومانيا)